# إيفان يوفانوفيتش (لاعب كرة قدم روسي)
إيفان يوفانوفيتش (بالروسية: Иван Йованович)‏ (22 مايو 1991 في كرواتيا - ) هو لاعب كرة قدم روسي في مركز الهجوم. لعب مع نادي تساليه وهايدوك سبليت وسلافيا سراييفو ‏ وKF Tërbuni Pukë ‏ وNK Primorac 1929 ‏ وNK Mosor ‏ وMotor Lublin ‏ ونادي زادار ‏.

## وصلات خارجية
- إيفان يوفانوفيتش على موقع قاعدة بيانات كرة القدم.إي يو (الإنجليزية)
- إيفان يوفانوفيتش على موقع Soccerway.com (الإنجليزية)